# María Manuela López de Ulloa
María Manuela López de Ulloa fue una periodista y escritora española de comienzos del siglo XIX. Se desconoce la mayor parte de sus datos biográficos, pero se la supone natural de alguna población de La Mancha y se sabe que llegó a Cádiz en la época de las Cortes, huyendo de la invasión francesa (1808-1814). Después de la guerra pasó a Madrid.

## Biografía
Era hija de un Contador Real de Hacienda, Cecilio López de Ulloa, que trabajaba en Cádiz en la época del asedio napoleónico y había sido administrador de El Recuenco en La Mancha desde 1778 y de Consuegra entre 1799 y 1806, año este en que fue destinado a Trujillo hasta 1810, en que tras pasar por Sevilla se instaló en Cádiz. La formación intelectual de María Manuela no parece escasa, aunque se limite a citar textos sagrados y la propaganda y  prensa de la época; las alusiones ocasionales a su formación autodidacta que aparecen en sus textos parecen más bien un lugar retórico, habida cuenta de que lo normal en su tiempo para su sexo era precisamente el analfabetismo, de modo que resulta ser una autora bastante prolífica: Marieta Cantos, su principal estudiosa, le atribuye con seguridad unos 51 títulos. Se movió en el ambiente de los absolutistas, perteneciendo al círculo de Frasquita Larrea y de Blas de Ostolaza y posiblemente también al de Agustín de Castro, el padre gacetero. Publicó poemas y artículos defendiendo el Antiguo Régimen, particularmente la posición de la Iglesia. Recibió elogios de Blas de Ostolaza, Joaquín González Cruz y una mujer escritora con la que tuvo mayor relación, de la que solo se conocen las siglas (C. G. y A.) y que era "vecina de la ciudad de San Fernando". También mantuvo contacto epistolar con la marquesa de Villafranca. Se la consideraba entre los más destacados polemistas de su orientación política, junto con Francisco Alvarado el filósofo rancio.
Aunque había escrito con anterioridad una Representación dirigida a las cortes extraordinarias y una Impugnación al teatro, solo se encuentran publicaciones suyas desde el 24 de diciembre de 1812 hasta el 12 de abril de 1815, en distintos periódicos de Cádiz y Madrid: El Procurador General de la Nación y el Rey, el Diario Patriótico, La Atalaya de La Mancha en Madrid y El Fiscal. Firmó tres extensos poemas alegóricos (entre ellos Fiddelida: poema en cuatro cantos que dedica una Española al inmortal Lord Welington -sic- y Afectuosos gemidos que los Españoles consagran en este 14 de octubre de 1813 por el feliz cumpleaños de su amado Rey y Señor D. Fernando VII -que fue retirado "por subversivo", acusación de la que se defendió-), otros seis más breves y treinta y cinco artículos. Mantuvo una polémica con El Redactor General, medio de orientación liberal, como otros a los que critica (El Semanario, La Abeja, El Redactor, El Tribuno y El Duende).

## Obras
- Impugnación del teatro por una española al párrafo que estampa el Semanario Patriótico núm. 35 sobre el Teatro, Cádiz: Nicolás Gómez de Requena, 1813.
- Evaristo y Rufina. Poema trágico pastoril en verso, por una española. Cádiz: Vicente Lema, 1812.
- Carta a la Marquesa de Villafranca, ms. firmado el 29 de mayo de 1814.
- Afectuosos gemidos que los españoles consagran en este 14 de octubre de 1813 por el feliz cumpleaños de su amado rey y señor Fernando VII, Cádiz: Imprenta de Nicolás Gómez de Requena, 1813.
- Respuesta que da la autora del papel titulado Afectuosos gemidos que los españoles consagran a su amado rey y señor Fernando VII, publicado en este 14 de octubre de 1813 y detenido por subversivo con arreglo a la primera censura de la Junta provincial de Cádiz, Cádiz: Imprenta de Nicolás Gómez de Requena, 1813.